# 神木優 (プロデューサー)
神木 優（かみのき ゆう、1988年8月9日 - ）は、日本の女性アニメプロデューサー。東映アニメーション所属。

## 人物
兵庫県出身。2011年に東映アニメーション入社。

## 参加作品

### テレビアニメ
- 2011年 ： スイートプリキュア♪ （アソシエイトプロデューサー 、第24話 - 最終話）
- 2012年 ： スマイルプリキュア! （アソシエイトプロデューサー、第1話 - 第9話）
- 2015年 ： Go!プリンセスプリキュア （プロデューサー、2015年7月までは柴田宏明と連名）[4]
- 2017年 ： キラキラ☆プリキュアアラモード（プロデューサー）
- 2022年 ： ミラキュラス レディバグ&シャノワール（プロデューサー）※テレビ東京版のみ

### Webアニメ
- 2014年 ： 美少女戦士セーラームーンCrystal （プロデューサー）[3]

### 劇場アニメ
- 2015年 ： 映画 Go!プリンセスプリキュア Go!Go!!豪華3本立て!!! パンプキン王国のたからもの（企画協力）
- 2016年 ： 映画 魔法つかいプリキュア! 奇跡の変身!キュアモフルン!（企画[5]）